# Interstellarum
interstellarum war eine deutsche Zeitschrift für praktische Astronomie und erschien zweimonatlich im Oculum-Verlag, Erlangen. Der Inhalt richtete sich an Sternfreunde und Hobbyastronomen. Von Januar 2016 bis  Ende 2018 erschien die Zeitschrift in erweiterter Form unter dem Titel Abenteuer Astronomie.
Zusätzlich zu den sechs regulären Ausgaben erschienen jährlich zwei Themenhefte, von denen sich jeweils eines Teleskopen, Ferngläsern und Zubehör widmete. Das zweite war wechselnden Themen vorbehalten. Außerdem veröffentlichte die Redaktion ein Buchprogramm, darunter die Serie interstellarum Astro-Praxis mit Anleitungen für Hobbyastronomen.
interstellarum wurde 1994 als Zeitschrift für Deep-Sky-Beobachtung von Jürgen Lamprecht, Ronald Stoyan und Klaus Veit gegründet. Bis zur Ausgabe Nr. 19 erschien interstellarum vierteljährlich. Mit der Ausgabe Nr. 20 erfolgte eine Umorientierung auf alle Bereiche der Amateurastronomie. interstellarum erschien seither mit steigendem Erfolg alle zwei Monate und war seit dem Jahr 2004 auch im Zeitschriftenhandel erhältlich. Neben Ronald Stoyan zählten Dr. Frank Gasparini, Daniel Fischer und Paul Hombach zur Redaktion.
Von 2011 bis 2014 gab es den Videopodcast interstellarum-Sternstunde, der sechs Mal im Jahr parallel zu den Heften der Zeitschrift erschien. Im Januar 2012 erschien außerdem der interstellarum-Himmelskalender, die erste App einer astronomischen Zeitschrift weltweit. Die interstellarum-Redaktion rief zudem jährlich den Fotowettbewerb Astrofotograf des Jahres aus, für den Wettbewerb 2013 gab es mehr als 1400 Bildeinsendungen.
Ende 2014 wurde ein erfolgreiches Crowdfunding für einen Neustart mit der Plattform Startnext der Zeitschrift initiiert. Mit über 125.000 Euro an Unterstützungen gehört es zu den erfolgreichsten Crowdfundings im deutschsprachigen Printbereich überhaupt. Nachdem 2015 noch vier Ausgaben bis zur Nummer 100 erschienen waren, wurde das Blatt von Anfang 2016 bis Ende 2018 unter dem neuen Namen Abenteuer Astronomie weitergeführt.
2014 und 2015 erschien für das folgende Jahr der interstellarum – Himmelsalmanach mit einer wöchentlichen statt der üblichen monatlichen Übersicht in der Tradition des eingestellten Kalenders für Sternfreunde – von 2016 bis 2018 ebenfalls mit dem veränderten Namen Abenteuer Astronomie – Himmelsalmanach.
Die Hefte wurden nach Einstellung der Zeitschrift auf der Homepage für die private Nutzung verfügbar gemacht.